# 马德拉酒

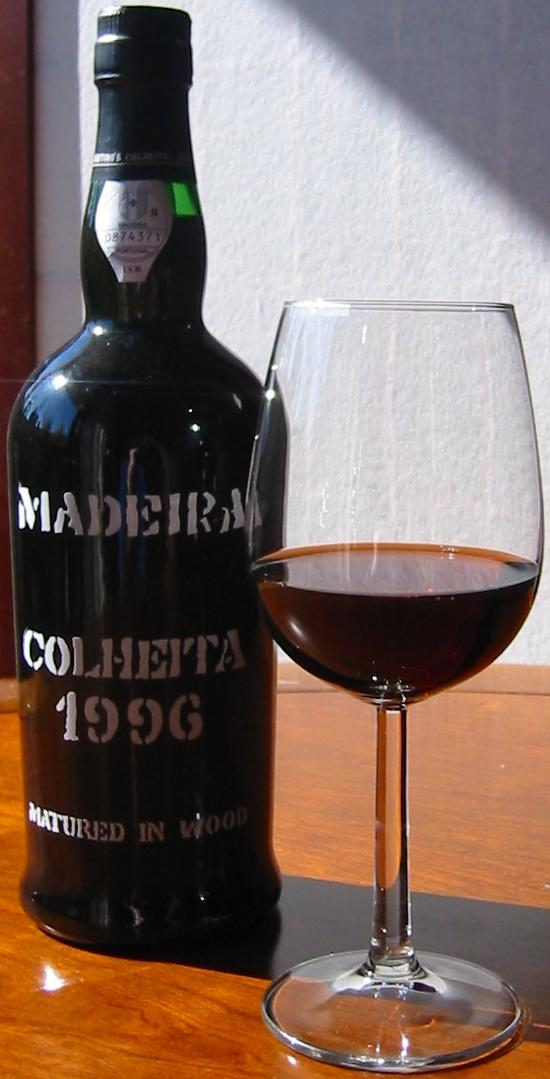
马德拉酒

马德拉酒（英語：Madeira wine）是马德拉群岛出产的葡萄牙加强葡萄酒。马德拉酒有多种不同的类型，干型马德拉酒可以作为开胃酒单独饮用，而甜型马德拉酒更多是用来和甜品一起享用。也有廉价的马德拉酒，加入了盐与香料，用来烹饪。
马德拉群岛有着悠久酿酒历史，可以追溯到探索时代，当时马德拉群岛还是前往新世界或东印度群岛的船只的中转港。为了防止酒变质，中性葡萄烈酒加入到葡萄酒中。今天，马德拉群岛因其独特的酿酒工艺而闻名——将葡萄酒加热到60℃（140°F）高温，并保持一段时间，同时故意将酒暴露使其氧化到一定程度。由于这种独特的工艺，马德拉酒可以在开瓶后很长时间仍不会变质。
在克里米亚、加利福尼亚和得克萨斯小批量的生产一些葡萄酒也被称为“Madeira”或“Madera”，这些就不符合欧盟的PDO（原产地名称保护制度）认证。为了遵循欧盟的法律，大多数国家只称呼产自马德拉群岛的葡萄酒为“Madeira”或“Madère”。

## 历史

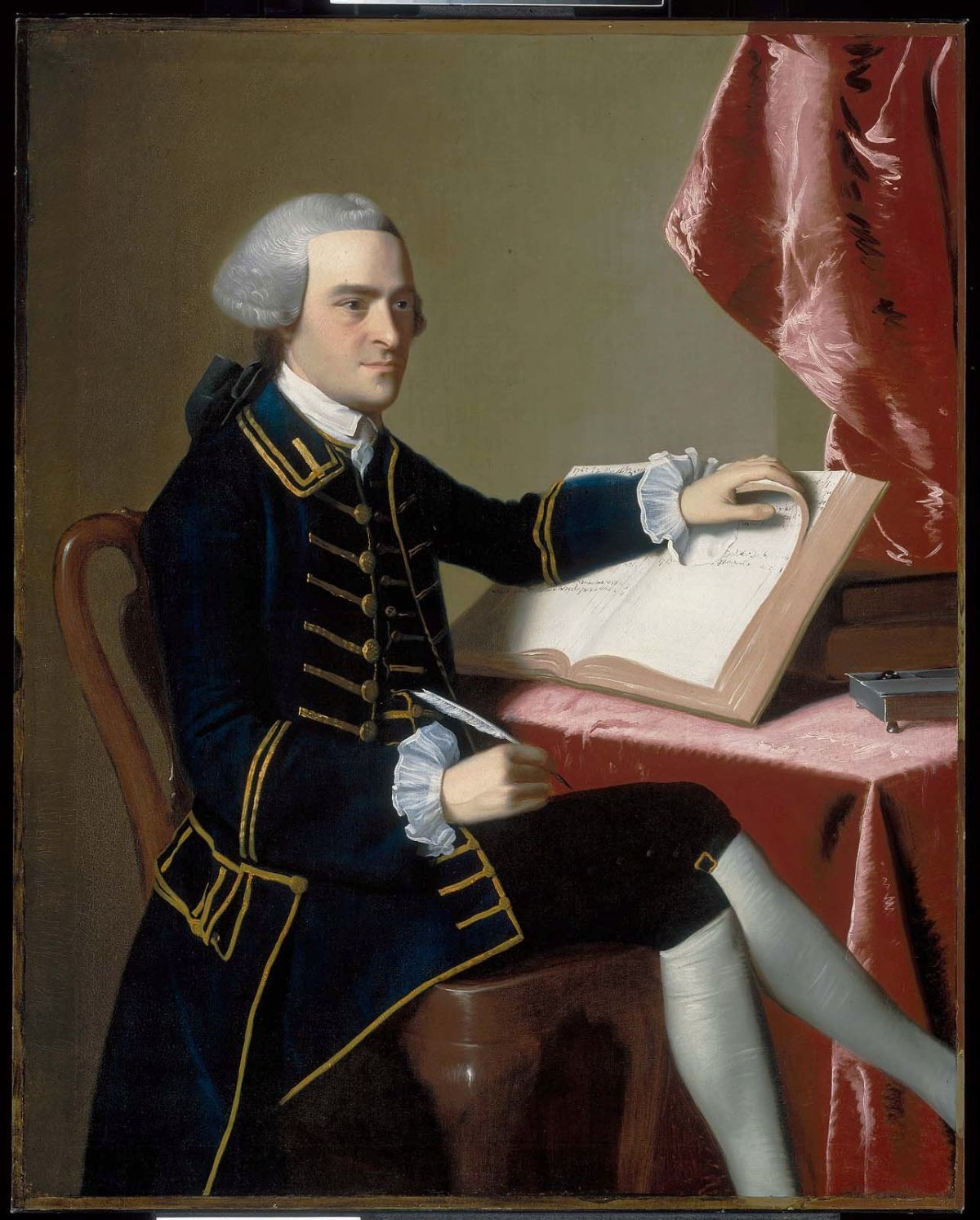
约翰·汉考克

马德拉葡萄酒行业可追溯到探索年代，当时马德拉群岛是前往新世界、东印度群岛船只的中转港。16世纪，记录表明，岛上葡萄酒业已经提供葡萄酒予来往船只，满足他们漂洋之需。
早期马德拉酒，像波特酒一样，是未“加强”的，经过海上运输会变质。像波特酒一样，由甘蔗制成的少量蒸馏酒精被加到酒液中，提高酒水的酒精浓度，来防止变质， （现代使用白兰地进行“加强”的工艺直到18世纪才普及）。荷兰东印度公司为这种酒老主顾，大桶大桶（每桶112加仑，大约423升，称之为一“管”）的酒被运到印度。当一船葡萄酒经过漫长航行，却未来得及出售，会返回马德拉港。此时马德拉葡萄酒厂商才发现，运输过程中的高温，和船舶不停摇晃，对葡萄酒产生了转化效果。而顾客们喜欢这种味道，因此标着vinho da roda（意思是旅途往返）的酒，在马德拉非常流行。后来马德拉生产者发现，利用长时间海上航行来陈酿葡萄酒，非常昂贵，于是设法在岛上使用加热、陈酿等方式，生产同样风格的酒。他们在酒厂的架子上，或者在一个被称为“estufas”的特殊房子里存储酒，岛上日晒产生的高温，有助于酒液熟化。
18世纪，马德拉群岛迎来“黄金时代”。马德拉酒的美名从英国、俄罗斯、北非，到美国以至巴西，都广为流传。在美国，客户对马德拉酒尤其痴迷，每年消耗的马德拉酒占岛上产量四分之一。19世纪中叶，行业的繁荣迎来了尾声，首先1851年白粉病爆发，严重降低了产量。正当整个行业通过使用硫化波尔多液缓慢复苏之时，一直困扰着法国产区的根瘤蚜疫情，又传播到岛上。 19世纪末，岛上大部分葡萄园已被摧毀，改为种植甘蔗。一部分葡萄园改用美国品种葡萄，如Vitis labrusca，Vitis riparia和Vitis rupestris或杂交葡萄进行补种，而不是使用之前种植的Vitis vinifera种葡萄。到了20世纪，销售开始恢复，却遇上1917年俄国革命和美国禁酒時期，导致马德拉酒丧失两个最大市场。
20世纪下旬，马德拉葡萄酒产业依旧持续低迷，但也有一些生产商重新重视质量，铲掉了美国品种葡萄和杂交葡萄，重新种植“名贵葡萄品种”——Sercial、Verdelho、Bual和Malvasia。“主力”葡萄品种Tinta Negra Mole和Complexa仍然大量使用，但杂交葡萄在1979年被官方严令禁止用于葡萄酒生产。如今，马德拉岛的主要市场是比荷卢经济联盟的国家，法国和德国，在日本，英国和美国的市场也在不断壮大。

### 美国早期历史
马德拉酒是美国的历史上一个重要的葡萄酒。当时美洲13个殖民地中没有合适用来酿酒的葡萄可种，因此美国当年葡萄酒主要靠进口，而马德拉酒则是进口酒类中的重点。在革命道路上一个大事件中，马德拉酒扮演了关键的作用。1768年5月9日，英国扣押了约翰·汉考克的单桅帆船“自由号”。约翰·汉考克的船卸下了25“管”马德拉酒（3,150加仑）的货物，引起了进口关税额度争议。“自由号”的扣押引发了波士顿人民的暴动的骚乱。
马德拉酒是托马斯·杰斐逊的最爱，它被用来向《独立宣言》敬酒。乔治·华盛顿，亚历山大·汉密尔顿，本杰明·富兰克林和约翰·亚当斯也表示过欣赏马德拉酒的品质。有一次，约翰·亚当斯写信给他的妻子阿比盖尔说，一位马萨诸塞州代表他参加大陆会议，因为他喝了许多高品质的马德拉酒。终审法院首席法官约翰·马歇尔和他的同事一样都喜爱马德拉酒。1797年，James Server上尉用一瓶马德拉瓶为宪法号帆船护卫舰举行命名仪式。

## 分类

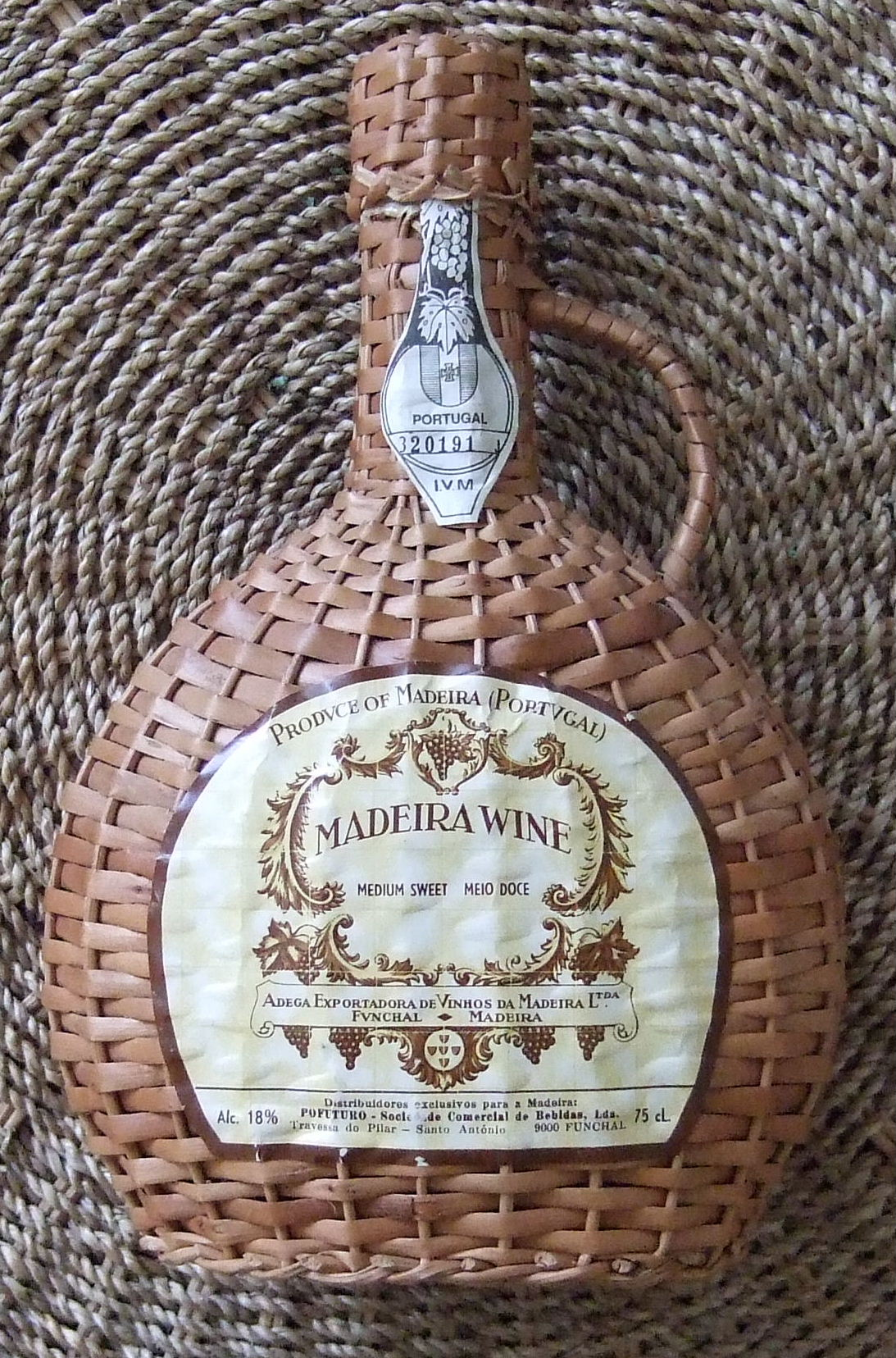
一瓶传统马德拉酒，包裹着藤条编织的袋子

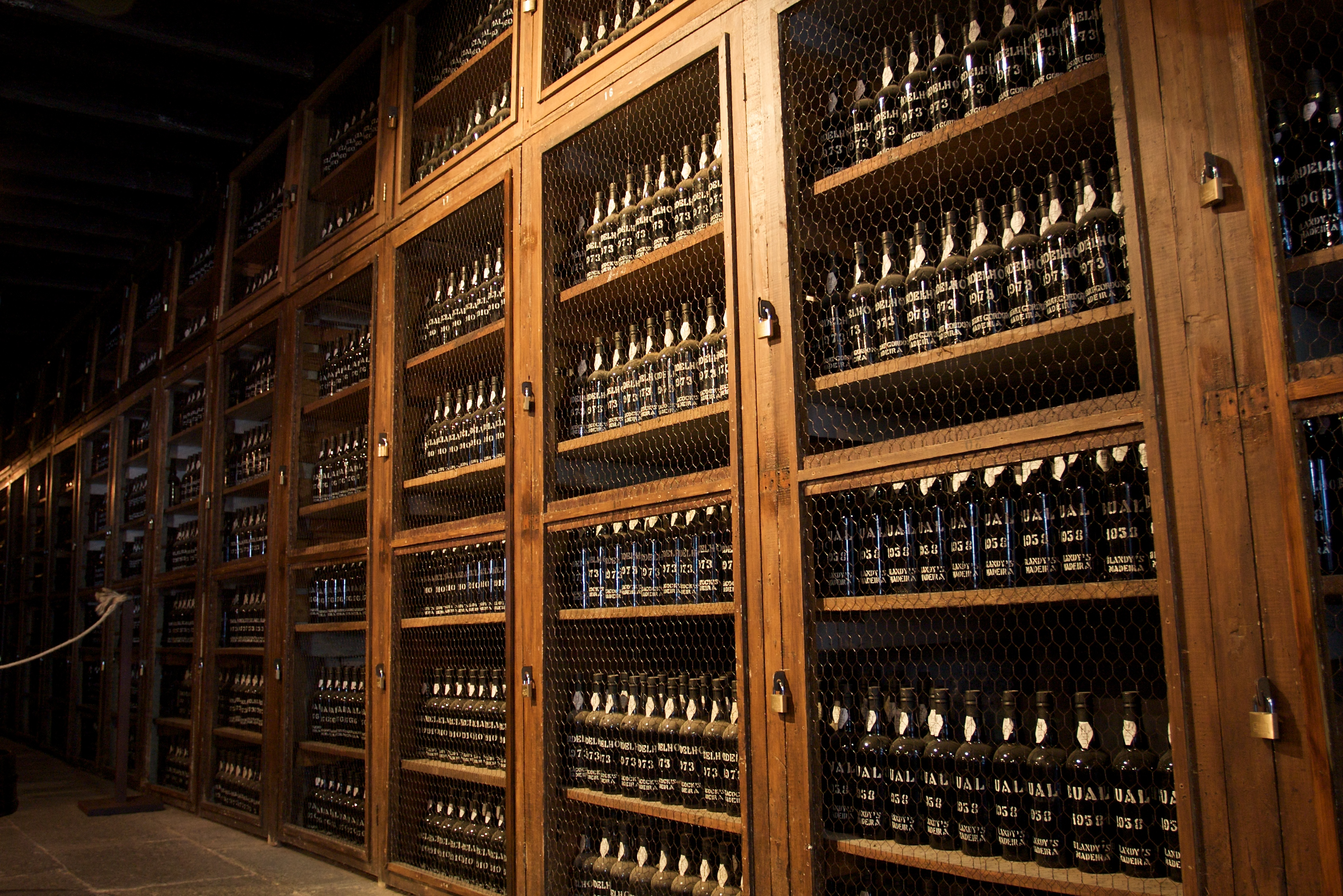
丰沙尔一处马德拉酒和白兰地威士忌储存地

自1993年以来，法律规定使用Tinta Negra Mole葡萄生产的马德拉酒，在标签上使用通行术语注明了酒水的甜度水平：seco表示干型（dry），meio seco表示半干型（medium dry），meio doce表示半甜型（medium sweet）， doce表示甜型（sweet）马德拉酒。也可以术语“pale”、“dark”、“full”、“rich”来描述葡萄酒的颜色。标为“Finest”的葡萄酒，表示它已至少陈酿3年，这种酒通常用来烹饪。
至少使用了85％的名贵品种葡萄（Sercial、Verdelho、Bual和Malmsey）酿制的马德拉酒，则以酿制它们的葡萄名命名：
- 主要使用Sercial品种葡萄的马德拉酒几乎完全发酵到完全干，残留很少糖分（0.5至1.5°Bé（波美度Baumé Scale，测量葡萄汁浓度的单位））。这风格酒的特点是颜色很亮，带有杏仁口味和酸度很高。

- 主要使用Verdelho的马德拉酒发酵停止时间稍微早于Sercial，当糖分浓度在1.5和2.55°Bé之间。这种风格酒的特点是高酸度和烟熏味。

- 主要使用Boal葡萄（也叫Bual）的马德拉酒，发酵停止时糖分浓度为2.5至3.5°Bé。这种风格酒的特点是颜色较深，丰富细腻的口感以及浓郁的提子味。

- 主要使用Malvasia葡萄（也叫Malmsey或Malmsey）的马德拉酒，发酵停止时糖分浓度为3.5至6.5°Bé。这种风格酒的特点是颜色较深，口感丰富细腻以及焦糖咖啡味。像其他使用名贵品种酿造的马德拉酒一样，Malvasia酿出的酒具有很高的天然酸度，酸度平衡了酒水的高甜度，使这种风格的马德拉酒甜而不腻。

这些酒会在标签上标注酒陈酿的年份：
- Reserve：珍藏级马德拉酒（五年） - 这是针对使用至少一种名贵葡萄酿制的马德拉酒所需陈酿的最少年数。

- Special Reserve：特别珍藏级马德拉酒（十年） - 这些酒往往没有使用任何人工热源天然陈酿。

- Extra Reserve：额外珍藏级马德拉酒（15年以上） - 这种风格是罕见的，因为许多生产商会陈酿至20年来生产Vintage或Colheita。比起Extra Reserve马德拉酒，Extra Reserve口感更加丰富。

- Colheita 或Harvest ：收获马德拉酒 - 这种风格的酒都是同一年份的，但比真正的Vintage马德拉酒，其陈酿时间略短。酒可标有一个年份日期，但必须包含Colheita 字样。

- Vintage或Frasquiera：年份马德拉酒 - 这种风格必须至少陈酿20年。

如果没有使用品种标签，则一般都是由Tinta Negra Mole葡萄酿造。
除此之外，标注“Solera”的酒，表示其使用了类似雪利酒的酿造工艺，酿造过程中分批次将不同年份的酒在一个索雷拉陈酿系统中进行混合。
低品质的马德拉产葡萄酒会在其中添加盐和香料，防止其作为马德拉酒出售。相反，它们是主要出口到法国用作烹调。这种酒常用作生产使用马德拉酱（sauce madère）。

### 雨水
这里“雨水”（英語：Rainwater）是现如今一种非常罕见的马德拉酒风格，通常只运到美国。这种风格的马德拉酒酒性温和，就像Verdelho葡萄一样。Tinta Negra Mole葡萄也可以酿出这种效果。雨水风马德拉酒主要作为开胃酒。关于这种风格是如何形成的一直存有争议。共同之处是“雨水”这个名字来自于种植在陡峭山坡上的Verdelho葡萄难以灌溉，葡萄藤只能依靠天然降水存活。另一种理论是说，一批运往美国殖民地的货物在佐治亚萨凡纳码头装运时不慎被雨水稀释。不想将酒全部倒掉，于是商家试图将其包装成一种全新风格的马德拉酒，并令人惊讶的受到美国人的欢迎。

## 生产

### 气候

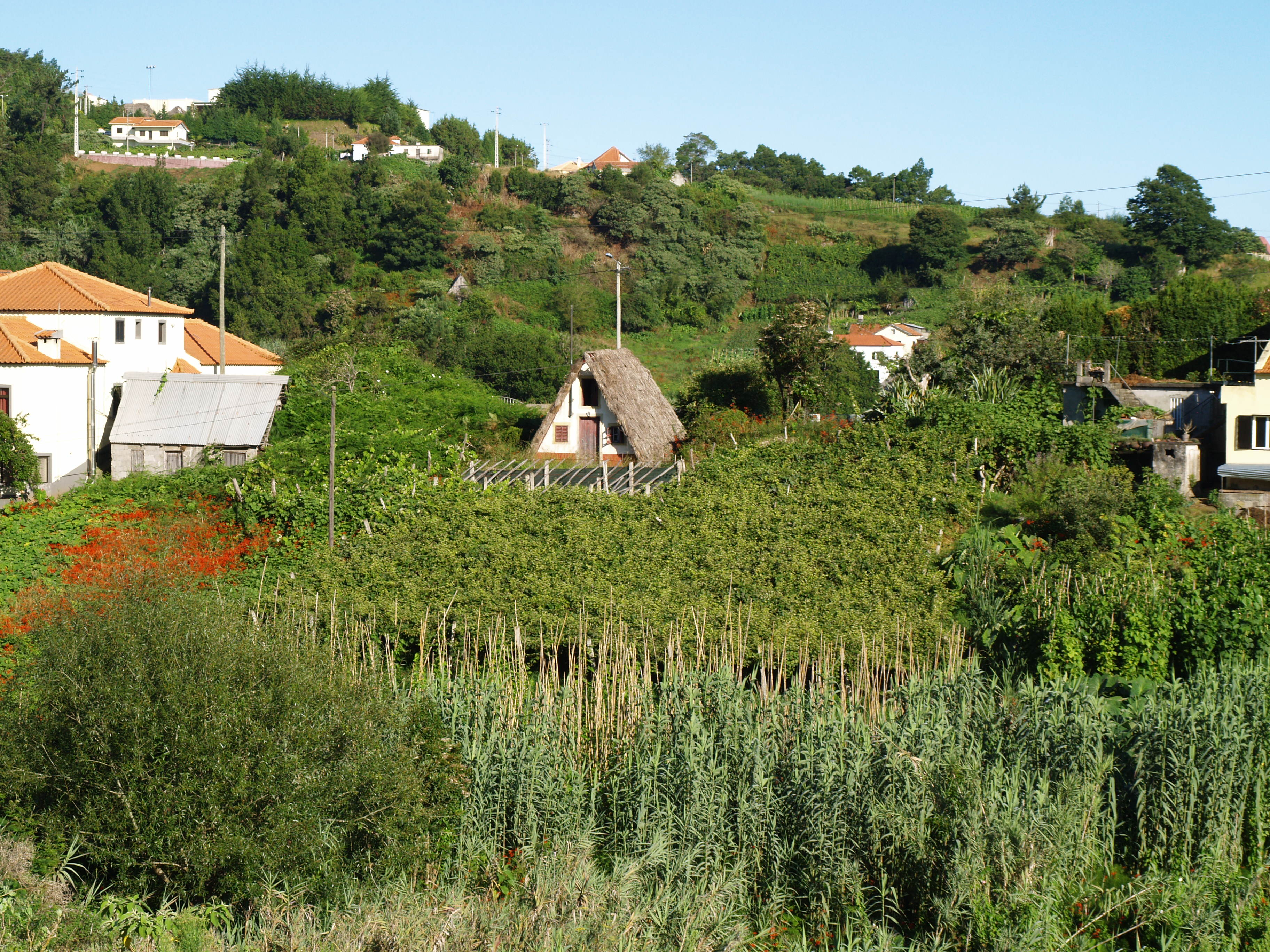
马德拉的葡萄种植园

马德拉群岛是受热带影响的海洋性气候。高降雨量，平均气温为19 °C（66 °F），葡萄真菌性病害和葡萄孢腐烂病一直是威胁着葡萄种植。为了消除这些威胁，像葡萄牙Vinho Verde地区一样，马德拉岛的葡萄园往往安放一个较低的种植棚架，称作“latada”，使葡萄藤的藤冠远离地面。火山岛多山的地形，使得这些玄武岩上人造的红色梯田中种植的葡萄藤很难培育。这些梯田被称为“poios”，和杜罗河流域生产波特酒的梯田十分类似。使用机械化设备进行种植和收获几乎是不可能的，这就是的在岛上生产葡萄酒显得更加难能可贵。过去由于商业旅游开发，或者出于经济考量补种了诸如香蕉的作物，许多葡萄园被拆掉了。虽然一些弥补措施正在岛上施行，但是一般来说旅游业仍被认为比酿酒业回报更加丰厚 。

### 葡萄品种

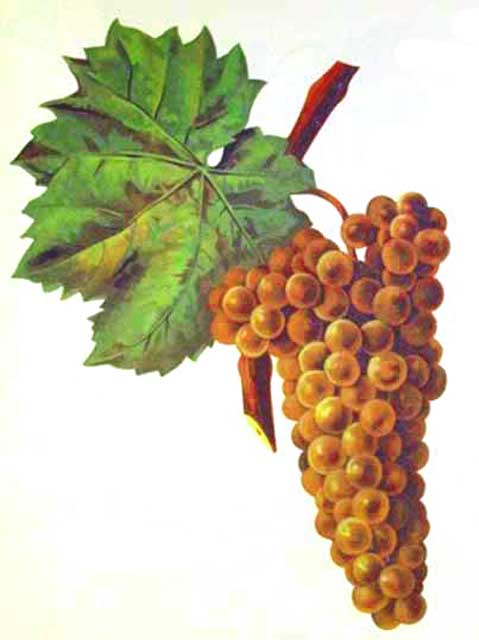
Malvasia葡萄，也叫Malmsey或Malvazia

四个主要类型的马德拉酒是根据葡萄品种命名的。四种葡萄品种从最甜类型到最干类型分别是：Malvasia（或称之为Malmsey，Malmsey），Bual（或Boal），Verdelho和Sercial。偶尔会使用Terrantez，Bastardo 和Moscatel品种葡萄，虽然现在这些品种因为白粉病和葡萄根瘤蚜虫疫情在岛上越来越少见。根瘤蚜虫疫情后，许多马德拉酒“谎称”使用了以上名贵葡萄品种酿造，却使用了葡萄酒分类方法分类，而不是使用葡萄品种作为类型名。疫情灾害以来，Tinta Negra Mole和Complexa称为了岛上的主力葡萄品种，用于不同浓度，发混和马德拉酒或陈年佳酿中。这些葡萄品种中，Bastardo和Tinta Negra Mole是红葡萄品种，其余都是白色的 。
欧盟最近颁布的规定，标注了风格类型的马德拉酒必须使用85％相应的葡萄品种。因此，从19世纪后期以前（根瘤蚜虫疫情前），20世纪晚期之后的马德拉酒都遵从此规则。直接使用葡萄品种标识的马德拉酒则不符合欧盟规定，大多数都是20世纪其余时间生产的。现代出品的马德拉酒如果没有使用品种标签，则一般都是由Tinta Negra Mole葡萄酿造的。
虽然法律规定不许用来生产马德拉酒，岛上仍种植着其他葡萄品种，包括Arnsburger（赤霞珠)、Cabernet Sauvignon以及美国杂交葡萄Cunningham和Jacquet。

### 酿酒

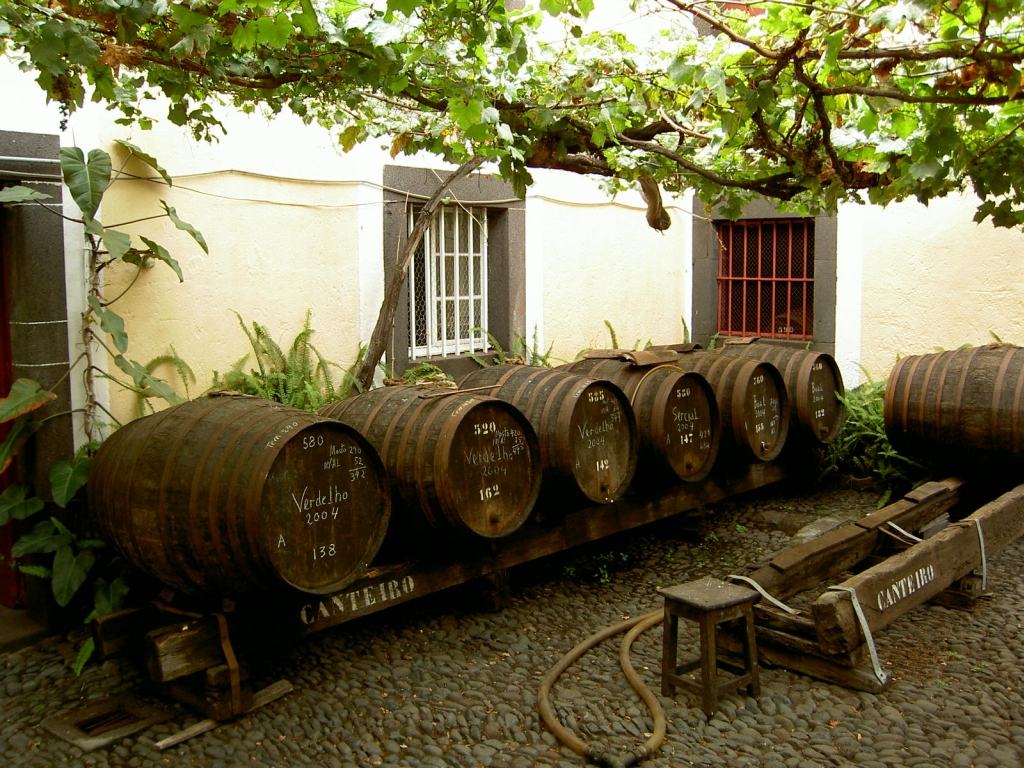
马德拉酒桶放在太阳下:独特的艾斯图法根酿造工艺

像酿制大多数葡萄酒一样，酿制马德拉酒首先需要收割，碾碎，榨汁，然后在不锈钢桶或橡橡木桶中发酵。每年的八月中旬至十月中旬是马德拉群岛收获的季节，九月是收获的黄金时段。酿制甜味葡萄酒的葡萄品种，Boal和Malvasia，经常将葡萄皮一同发酵，以浸出更多酚类来平衡酒的甜度。使用Sercial、Verdelho和Tinta Negra Mole酿造干型马德拉酒时则会在发酵前把葡萄皮剥掉。根据不同的甜度水平需要，通过添加中性葡萄烈酒（酒精浓度96%以上）在特定时候中止发酵过程。低廉的马德拉酒，不管使用何种葡萄，通常会将酒水发酵至完全干，对酒进行“加强”，以便在estufagem陈酿过程中馅酒精不会蒸发掉。最后人工对酒液进行加糖和着色 。最终酒液的酒精浓度在17-22%，根据酒类型不同，糖分含量在每升0-150克不等。

#### 艾斯图法根酿造工艺
使得马德拉酒与众不同的是其独特的艾斯图法根陈酿工艺（“Estufagem”），这一陈酿工艺旨在复制陈酿酒的木桶海上长途航行时通过热带气候地带时带来的影响。按照最终酿出酒水的成本和品质划分，主要有三种方法来加热陈酿中的酒：
- Cuba de Calor：这是最常用的方法，用来生产低成本的马德拉酒，使用热线圈或管子绕在不锈钢或混凝土罐子上，使用热水对其加热。在马德拉葡萄酒协会监管下，酒液被加热到高达55 °C（130 °F），并持续加热至少90天。

- Armazém de Calor：只有马德拉葡萄酒协会使用这种方法，将酒储存在大木桶中，放在一个专门设计的房间，房间配备蒸汽罐或蒸汽管给房间加热，将整个房间变成一个桑拿房。这一过程以一种更加“温柔”的方式加热酒，历时6个月至超过1年。

- Canteiro：用来生产最高质量的马德拉酒，这些酒没有使用任何人工加热的方法，酒厂将酒存储在温暖的房间中，在太阳的照射下自然加热。诸如年份马德拉酒，加热过程可能持续20年乃至上百年。

马德拉酒风味，在很大程度上取决于这种艾斯图法根陈酿工艺，加速使酒更加醇美，并最大程度的进行二次发酵，实际上，起到了巴氏杀菌的效果。此外，酒液故意暴露在空气中，使其氧化。生产出来的葡萄酒具有类似茶色波特酒的色泽。在过去曾使用焦糖色等色素给予酒水类似的效果，虽然这种做法正在减少。葡萄酒品酒师有时也使用“马德拉式”来描述一个储存过程中暴露空气中过分加热的葡萄酒，他们称之为“烹饪过”的酒。

### 马德拉式氧化
马德拉酒生产过程中对酒液加热和氧化的过程被称为马德拉式氧化（英語：或英語：）。这一过程会导致酒色泽变深，并使酒液产生类似雪利酒的味道。对于马德拉酒，这一过程是人为控制的，而且是在木桶中发生的。然而，对于几乎所有的葡萄酒，都有可能因为加温和氧化发生马德拉式氧化。对于除马德拉酒之外的葡萄酒，发生马德拉式氧化通常被认为是酒液变质的表现。然而，对于某些甜酒，当它们装瓶后发生马德拉式氧化，这种变化过程反而是有利的。

## 储存
暴露在高温度和氧气中使得马德拉酒更加稳定，开瓶后马德拉酒可以保存很长时间不会变质，甚至可以存放长达一年。妥善密瓶后，它是保存时间最长的葡萄酒之一。已知马德拉酒在良好的条件下保存了超过150年。因此在专门触手罕见葡萄酒的商店，标着上世纪年头的马德拉酒并不罕见。已知年份马德拉酒可追溯至1780年。已在市场上最古老的一瓶年份马德拉酒是1715的Terrantez葡萄酿酒。
在人工制冷技术发明以前，在那些不合适建造酒窖的地区（如在美国南部的部分地区），马德拉酒特别珍贵。因为不像其他许多优良的葡萄酒，马德拉酒可以度过炎热夏季而不会变味。
尽管如此，开瓶之后马德拉酒最好不要保存在高温、日晒或潮湿的地方，并在6周内喝掉。

## 饮用
马德拉酒适合于各种场合，尤其适合喜庆和欢乐的场合。Sercial、 Verdelho和Rainwater多作为开胃酒冷藏之后饮用；Bual和Malvasia多作为餐后酒饮用。马德拉酒在饮用之前最好能存放几天，把瓶直立起来使得所有沉淀物沉到瓶底。虽然高温是马德拉酒酿造过程中非常关键的因素之一，然而高温只提升了酒精本身的风味，而不能带出酒液中所有的芳香。所以在品尝马德拉酒的时候，应该总是留意生产商在标签上注明的建议。一般来说，饮用马德拉酒最合适的温度取决于酒的甜度、陈酿的时间以及酒的品种（酿酒用的葡萄的品种）。总的来说，对于较年轻的酒，13-14ºC是比较合适的饮用温度，而对于较老的酒，需要在15-16ºC饮用才最能品尝出酒中的美妙的复杂风味。
饮用马德拉酒的理想酒杯是杯口较小而杯肚较大的玻璃杯，比如郁金香形玻璃杯，因为这种酒杯可以有效挥发出酒香又不至于使其发散，有利于酒水复杂而丰富的口感。斟酒的时候，应该倒入1/3满的酒。

## 相关页面
- 波特酒
- 雪利酒
- 威末酒
- 玛萨拉酒
- 马拉加酒
- 卡曼达蕾雅酒